# Exèrcit de guerrers de terracota
L'exèrcit de guerrers de terracota es troba dins del mausoleu del primer emperador de la Xina, Qin Shi Huangdi, iniciador de la dinastia Qin (221 aC - 206 aC) El van descobrir parcialment uns camperols el març del 1974 mentre feien unes obres hidràuliques a prop de la ciutat de Xi'an, província de Shaanxi, República Popular de la Xina.
Entre les figures que formen l'exèrcit tenim: guerrers, cavalls, servents o malabaristes, amb una d'alçària mitjana d'1,80 metres, una mica més del natural. L'exèrcit és format per unes 8.000 figures distribuïdes en formació de batalla en 4 fosses diferents; la tomba de l'emperador Shihuang és situada a un quilòmetre i mig dels seus guerrers protectors. Poc després de ser construïda va ser saquejada, hi van robar molts dels objectes que hi havia. Es conserven poques de les armes que duien els guerrers (espases, llances, arcs, una ballesta i fletxes...).
Els guerrers de terracota van ser elaborats amb motlles; posteriorment, es treballava cada figura independentment. Tors, braços i cap eren les parts més modificades, i s'hi afegien detalls per fer-les úniques (bigotis, barba, cabells...). La roba i les armes eren un reflex de la jerarquia militar. Eren policromats amb colors molt vius i brillants, però amb el contacte amb l'oxigen s'han rovellat i fet malbé.
L'any 2004, al Fòrum Universal de les Cultures de Barcelona, se'n va exposar una mostra, anomenada "Els guerrers de Xi'an".
El maig de 2010, fou guardonat amb el Premi Príncep d'Astúries de Ciències Socials.

## Significat
El contingut de les tombes en general pretenia reflectir allò que era més important pel difunt i el que, per tant, volia endur-se al més enllà. D'aquesta manera, l'emperador tenia la necessitat de proveir-se d'un bon exèrcit. Això es pot explicar per dos motius, un la seva obsessió per trobar la via que el conduís a la inmortalitat i l'altre la importància del legisme. L'emperador Qin Shi Huangdi pretenia unificar i centralitzar tot el territori i l'única via per a dur-ho a terme era la imposició, és per això que requeria d'un exèrcit que legitimés el seu poder i li atorgués l'autoritat que necessitava. En definitiva, malgrat fou considerat el personatge que més innovacions i avenços va portar, fou alhora el governador més despietat i tirà. Això va comportar que tota la civilització estigués militaritzada, és a dir que des dels 16 anys als 80 els homes havien de servir a l’Estat ja fos fent serveis, construint ponts i canals, anant a la muralla etc. Així doncs, l'emperador Qin no només volia tenir el control sobre tot en vida sinó que també volia controlar com seria el seu pas al més enllà, mantenir el mateix nivell de vida en el proper món, mantenir el seu estatus social.
La importància de les tombes s'explica juntament amb el context de l'època. Anteriorment, a les Tres Dinasties, la religió i el culte s'exercia en els temples, però posteriorment, entre el període Zhou i la dinastia Qin, les tombes individuals prenen rellevància en aquest àmbit més funerari.
Alhora, també es van fer servir les escultures per substituir els vertaders sacrificis humans que anteriorment es feien per a enterrar-se amb els governants difunts. De fet, és en aquesta època d'unió de territoris en que comencen a usar les escultures com a substitució dels sacrificis humans. Malgrat això, aquest fet no significa que les mil·lers de figures enterrades responguessin a un sacrifici humà massiu per part de l'emperador, ja que d'aquesta manera l'Estat hauria quedat desprotegit i els seus descendents no haurien estat capaços de mantenir l'ordre. Per tant, aquest enterrament representa quelcom lleument diferent al sacrifici humà. Fins i tot es podria considerar que les escultures eren més apropiades i adequades per a la tasca que els sacrificis humans ja que es poden realitzar amb una postura o gest concret, fet no possible en el sacrifici humà.
Aquest exèrcit de terracota transcendeix la intenció simbòlica, això significa que, si a les dinasties anteriors els aixovars funeraris representaven tan sols la idea d'allò que el difunt es volia endur (motiu pel qual s'usaven formes esquemàtiques, no realistes), en aquest cas veiem com es sobrepassa la idea i s'intenta reproduir de la manera més exacta possible l'exèrcit en vida. Per a aconseguir-ho se serveix de la representació de la infanteria, la cavalleria i altres temes més concrets com soldats, arquers o carros tirats per cavalls. Aquest exèrcit representa l'exèrcit real que va ajudar a l'emperador a conquerir els estats i unificar Xina, fins i tot, es recrea la mateixa disposició dels personatges, en formació de combat preparats per a l'atac.
També, cal destacar que mentre la majoria de tombes d'emperadors xinesos estaven orientades cap al sud, aquest mausoleu de Qin Shi Huangdi està orientat a l'est, igual que la majoria de les figures que el conformen. L'explicació més raonable és que l'emperador volia demostrar als seus descendents la seva ambició d'unir els set regnes en un sol país per a que tinguin memòria d'ell i de les seves accions en el poder.
En resum, el grup de soldats reflecteix la disciplina i l'ordre de l'exèrcit de Qin alhora que ens mostra el seu equipament militar, per tant, és un mausoleu ple de simbolisme on cada detall dona resposta a un objectiu i necessitat del mateix emperador. Per exemple, la presència de cavalls s'usa com a criteri per a mesurar l'habilitat militar d'un imperi, i és que en aquella època la lluita a cavall respecte a la de soldats a peu era una millora notable en la qualitat de la batalla, demostrava l'evolució de la guerra. En definitiva, l'exèrcit podria funcionar com a mingqi.

## Distribució
Als inicis de la dinastia Han la tomba estava malmesa i amb l'estructura destrossada pel foc, malgrat això, sabem que es va construir en tota la seva totalitat durant uns 37 o 39 anys i que tot el recinte arqueològic són 56,25 km quadrats. En aquesta extensió de terreny s'hi han trobat múltiples fossats però són tres en concret en els que es troben les figures de l'exèrcit de terracota. Concretament, en el fossat número 1 és on es troben les figures de la infanteria, en el número 2 s'hi troba la cavalleria i en el número 3 apareixen un grup de 68 soldats i algun carro tirat per quatre cavalls, que constitueixen el grup de dirigents. Per contra, malgrat l'exèrcit es trobi en aquests tres primers fossats, en els altres hi apareixen figures interessants com remadors, pescadors, acròbates etc.

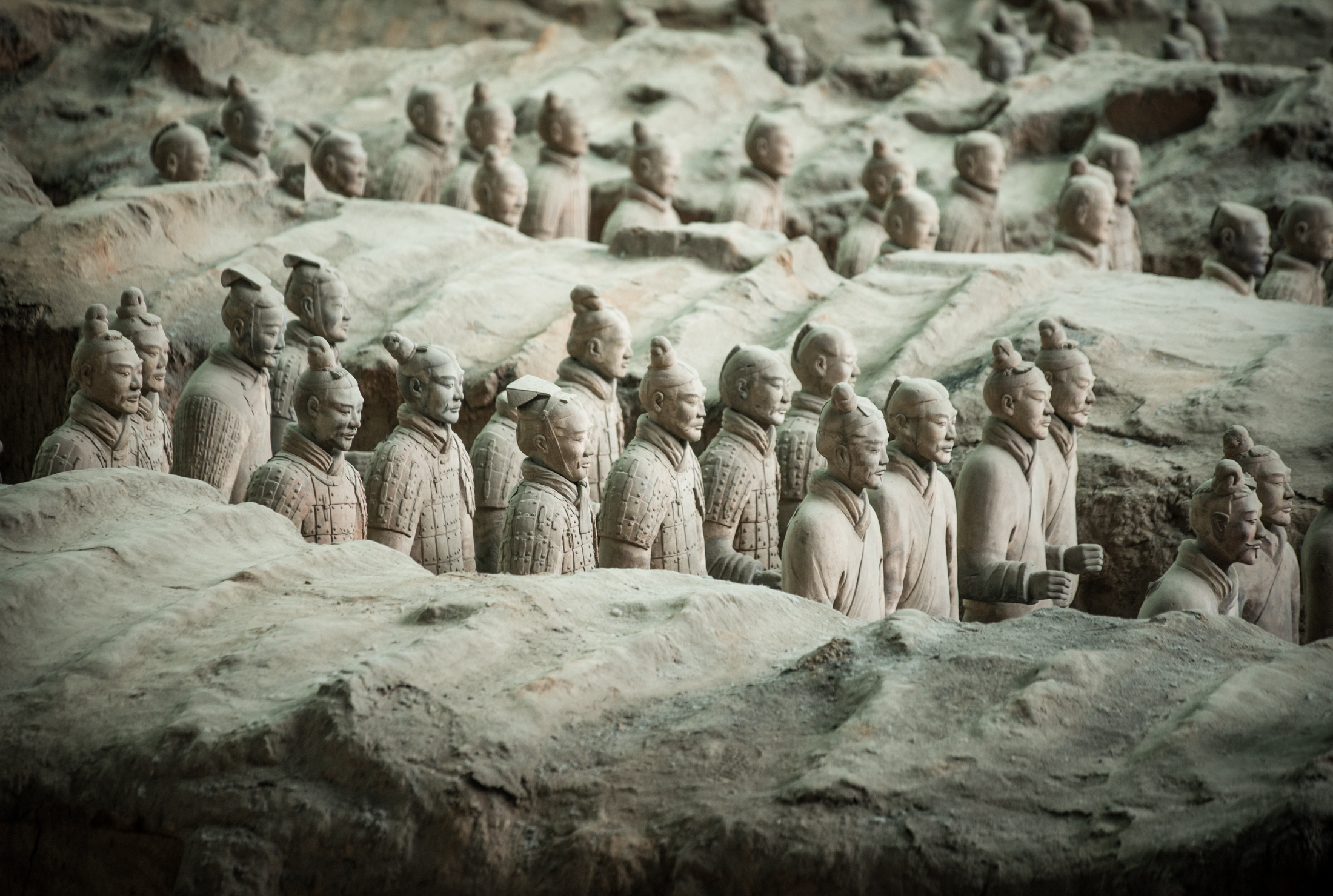
Distribució dels guerrers en columnes separades per murs de terra.

- Distribució dels guerrers en columnes separades per murs de terra.Fossa 1: és la que gaudeix de majors dimensions. Tan sols en aquesta s'han trobat uns 6.000 soldats i un total de sis carros tirats per quatre cavalls cada un. Aquests representen la infanteria de l'Exèrcit Imperial. Aquests apareixen sense casc i, gràcies a la indumentària poc pesada, podien moure's i atacar amb agilitat i comoditat.
- Fossa 2: més petita que l'anterior i en forma de L. S'hi han trobat aproximadament 1.000 soldats, 400 cavalls i 80 quàdrigues. Aquest grup conformen la cavalleria de l'Exèrcit, que a més a més anava acompanyada d'alguns arquers pertanyents a la infanteria.
- Fossa 3: la més petita i disposada en forma de U. Apareixen els personatges comandants, els dirigents. Aquest grup està format per 68 guerrers, una quàdriga i 4 cavalls. Gràcies al seu emplaçament els generals quedaven protegits pels dos grups anteriors. A més a més, les armes que proveïen aquest grup eren de caràcter més ritual, més que no pas militar.

Era tan notable la seva obsessió per a recrear de manera exacta el seu estil de vida que, en altres fossats menys importants, s'hi troben els estables dels cavalls amb els seus corresponents responsables, o fins i tot recreacions d'estances importants per a l'emperador, com per exemple models de palaus que ell mateix havia fet construir, oficines i pavellons. Altrament també volia deixar constància de la seva riquesa, motiu pel qual hi trobem també pedres precioses, vaixella ricament decorada, joies etc.
Pel que fa a la col·locació dels guerrers, observem una formació en files o columnes alineades, uns darrere i al costat dels altres. Primerament trobem 3 files horitzontals de figures, darrer aquestes, trobem els soldats dividits en 38 columnes separades per murs de terra per tal d'atorgar una sensació d'ordre i ritme a la composició.

## Realització
La realització dels guerrers combina l'escultura feta a mà individualitzada amb les tècniques on s'usen motlles. Els artistes usaven blocs de terracota densa per a l'interior de la base, la recobrien amb terracota més fina, posaven la figura al forn i, per acabar, li aplicaven el color (malgrat es conserva de manera molt escassa). Es produïen en tallers promoguts pel mateix govern i amb artesans i materials locals. Pel que fa a les parts dels personatges, el cap, els braços, les cames i els torsos eren creats de manera independent i acoblats amb posterioritat. Un cop acabats, les figures de terracota eren col·locades a les fosses en la seva formació militar d'acord amb el seu rang o la seva tasca.
Per evitar el fracàs, els tallers estaven supervisats de manera acurada i els artesans signaven la seva feina. S'han trobat diferents signatures en diferents parts dels guerrers i sobretot, en les armes fetes de bronze que sostenien concretament en la fossa número 1, la infanteria. Aquestes marques eren de color negre i ens aporten informació sobre l'organització dels artesans en els seus tallers i el control de qualitat del producte en aquests. S'organitzaven en equips formats per treballadors no qualificats supervisats per artesans, artesans supervisats per oficials, i un ministre que supervisa els oficials. Amb aquesta informació s'han pogut traçar fins a cinc tallers treballant alhora, aquests no s'especialitzaven, treballaven de manera independent, cada un produïa els seus guerrers. És aquesta manera tan organitzada de treballar la que va permetre que aquest mausoleu tant complexe es finalitzés en un menys de quatre dècades.
No tot era fet de terracota sinó que hi havia decoració concreta, com la dels carros o les armes dels soldats, que constava d'objectes reals de diferents materials o objectes de bronze, que s'afegien per atorgar poder i força al conjunt.

## Estil
Com hem dit, Qin Shi Huangdi volia que les seves comoditats i estatus social el seguissin a la mort per tal d'intentar arribar a la inmortalitat, així doncs, el mausoleu tracta de la representació de coses reals del primer emperador. Per aquest motiu un dels trets més importants de tot el recinte és la mimesi, la imitació de la realitat de la manera més exacta possible, un realisme incomparable.

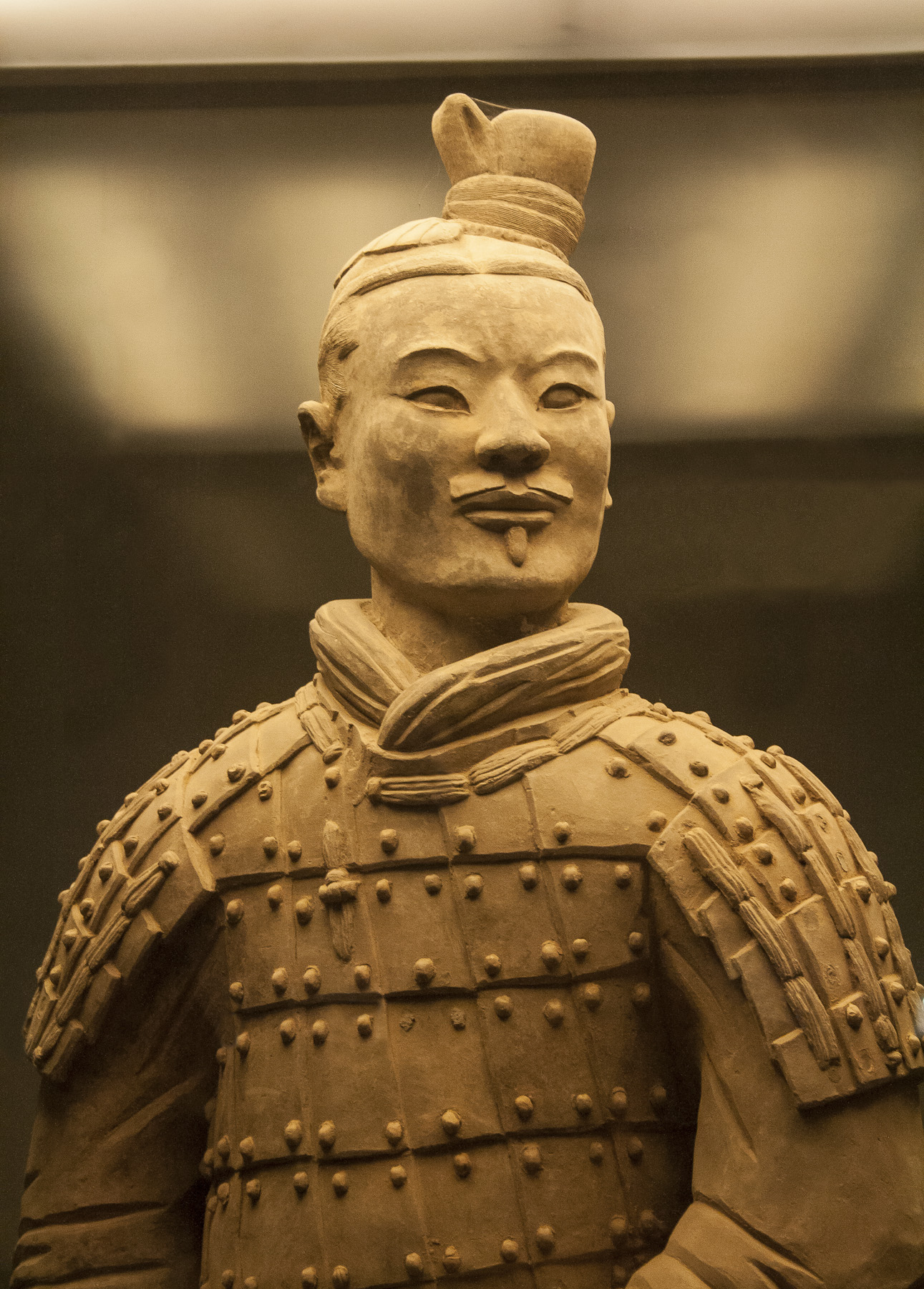
Rostre d'un guerrer de terracota de la fossa número 1.

A primera vista davant l'exèrcit es dona una certa sensació d'homogeneïtat, de monotonia, que fomenta en l'espectador respecte i intimidació, però si ens centrem en els detalls de seguida es copsa la individualització i diferència. Malgrat la indumentària (armadura) i el cabell són força similars en tots els guerrers, les expressions facials són molt diverses: algunes figures somriuen, algunes mostren seguretat amb la mirada, altres es mostren més innocents, algunes són més joves i d'altres més velles, podem distingir fins i tot diferents classes, tipus i ètnies. A banda de les faccions del rostre i de l'estètica corporal destaca un tercer component, la postura o els gestos del cos. Aquesta riquesa realista ha portat a molts autors a pensar que les escultures dels guerrers eren retrats individualitzats de persones de l'exèrcit real de l'emperador, malgrat això, alguns estudiosos han demostrat que tots els rostres de terracota es poden classificar en un nombre concret d'estereotips, és a dir que existiria un nombre concret de motlles diferents, fet que invalidaria la teoria anterior retratística. Un altre motiu per defensar que no es tracta de retrats sinó arquetips és que a l'emperador no prestava interès en la persona concreta sinó el que era capaç de fer, obviava la individualitat de la persona per a incloure-la en el conjunt, en el grup.
Exactament prevalien un total de 10 prototips de rostre, que es corresponen als 10 caràcters xinesos: you, jia, shen, zi, mu, tian, guo, ri, young i feng. Per exemple:
- You: més ample que alt, representa un guerrer enèrgic i sever.
- Jia: més ample que alt, simbolitza un guerrer en alerta, amb un gran front, uns llavis prims, una barbeta punxeguda i unes galtes marcades. Aquests es troben al capdavant de la formació.
- Tian: de figures més quadrades; amb les celles gruixudes, ulls grans, llavis grans i un nas gros que atorguen honestedat i simplicitat.
- Guo: aquests s'assemblen als anteriors però amb forma més allargada, que atorga sinceritat, generositat i intel·ligència.
- Feng: semblants als anteriors però amb bigoti o patilles.

La combinació d'aquestes possibilitats fisonòmiques permet crear un gran ventall de personatges diferents.
Els guerrers són robustos i alts, medeixen entre 1,78m i 1,98m, i els cavalls, també de grans dimensions, destaquen per tenir les cames davanteres tenses i les posteriors arquejades per tal de donar sensació de dinamisme.
Ara bé, el realisme és una qualitat artística progressiva, un exemple clar d'això és l'escultura de la Grècia Antiga. Els seus artistes artesans van cercar el realisme durant segles: començaren amb figures rígides, frontals, esquemàtiques i hieràtiques i acabaren amb figures dinàmiques, expressives i amb un gran treball anatòmic; és l'evolució de l'escultura arcaica, clàssica i hel·lenística. Per tant, en la cultura grega hi ha precedents, una evolució, una continuïtat, una millora. Per contra, en la cultura antiga xinesa no trobem figures que cerquin l'anatomia perfecta en un temps anterior a l'emperador Qin. De fet, ni tan sols en l'època posterior a ell hi ha una continuïtat d'aquest cànon. És per això que alguns teòrics defensen la presència de tallers grecs en territori xinès, o que els artesans directes del mausoleu fossin grecs.
Per a exemplificar-ho ens podem centrar en els personatges de la infanteria, que malgrat apareixen en una postura estàtica, congelada, no són figures rígides ni simètriques com les arcaiques gregues, evadeixen la frontalitat. O els arquers de la fossa número 2, que sovint apareixen amb un dels genolls tocant el terra, una postura complexa que requereix un previ estudi anatòmic ja que quan el genoll dret reposa sobre el terra, el cap i el tors s'inclinen automàticament cap a l'esquerra; de la mateixa manera que totes les figures que apareixen sostenint armes gaudeixen d'un treball de forces i contrapesos musculars en els braços.
Així doncs, cal destacar que els trets distintius no tenien l'objectiu de separar les figures individualment sinó que s'atorgaven detalls diferents per agrupar-los per diferents grups. Malgrat això i malgrat usar sovint els mateixos motlles, no hi ha presència de dos rostres idèntics.

## Actualitat
Actualment s'han trobat unes 1.000 estàtues de guerrers de terracota enterrades prop d'on se n'havien trobat totes les altres, similars a les altres 8.000, però amb altres trets diferents. S'estima que poden haver-hi més de 1.000 estàtues més.